# نيسان سيما
نيسان سيما هي سيارة من إنتاج شركة نيسان موتورز.